# Stazione di Canzo
La stazione di Canzo è una fermata ferroviaria posta sulla ferrovia Milano-Asso, a servizio del comune di Canzo.

## Storia

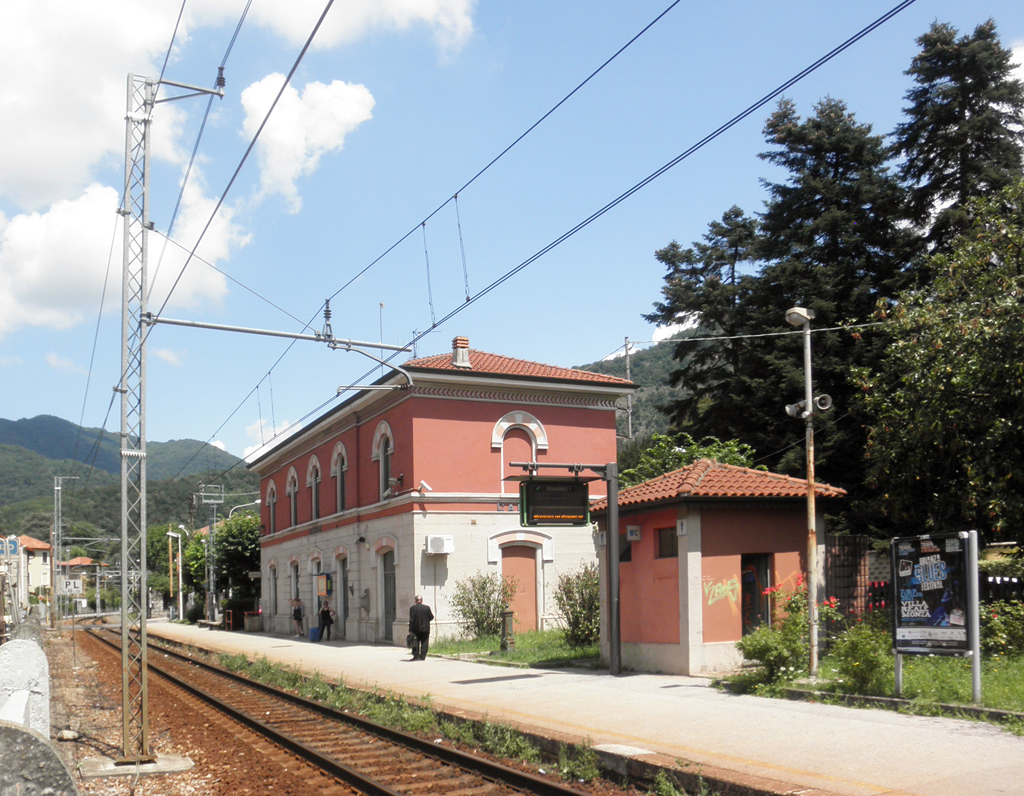
La stazione lato binari.

Fu attivata come stazione nel 1922, all'apertura del tronco ferroviario Erba–Asso; negli anni novanta fu declassata a fermata impresenziata.

## Strutture ed impianti
La fermata conta un unico binario, servito da marciapiede. La lunghezza di tale banchina, inferiore ai 200 metri, impedisce l'utilizzo sulla linea di composizioni doppie di TAF.
Il fabbricato viaggiatori è un edificio in stile floreale, del tutto simile ad altri realizzati lungo la linea. L'edificio ospita una sede della polizia locale.

## Movimento
La stazione è gestita da Ferrovienord e servita da treni regionali svolti da Trenord nell'ambito del contratto di servizio stipulato con la Regione Lombardia.

## Servizi
- Biglietteria self-service
- Parcheggio di scambio
- Servizi igienici